# Red River Rock (musikalbum)
Red River Rock är ett album med Johnny and the Hurricanes från 1959.

## Låtlista
Sida 1.
1. "Red River Rock" (King, Mack; Mendelsohn)
2. "Happy time" (King, Mack)
3. "Buckeye" (Conatser, King)
4. "Cut out" (King, Mack)
5. "Lazy (King, Fowler, Mattice)
6. "Walkin´ " (King, Mack)

Sida 2.
1. "Crossfire" (Fowler, King)
2. "Storm warning" (Ramal, King)
3. "Bam-boo" (Conatser, King)
4. "Thunderbolt (King, Mack)
5. "Joy ride" (Pizzol, Gottfried, King)
6. "Rock-cha (King, Mack)